# ナゴヤオートトレンド
NAGOYAオートトレンド（英語表記：NAGOYA AUTO TREND）は、愛知県名古屋市の名古屋市国際展示場（ポートメッセなごや）にて開催されるドレスアップ&チューニング総合展示会である。
展示規模では中部・東海地区最大級のモーターショー。ドレスアップカー、チューニングカーと呼ばれる国内外のカスタマイズカーが中心となっている。例年多くの来場者でにぎわう。

## 概要
ポートメッセなごや全館を使用した中部地区最大級のカスタマイズモーターイベントとして2003年（平成15年）3月28日 - 30日に初開催。テレビ愛知が主催に関与しており、開催に向けた関連番組（後述）も制作されていた。
開始当初から毎年3月に開催しているが、2015年から2020年までは2月下旬に前倒しされていた。その後2021年の第19回で3月開催（3月13日 - 14日）に戻されたが、前年から蔓延した新型コロナウイルス感染症流行の影響もあってか、ポートメッセ3号館のみの展示に縮小され、出展社数も少なかった。
2022年は愛知県内にまん延防止等重点措置が出ていた都合から、2003年の開始以来初の開催見送りとなった。翌2023年以降においても実施されておらず、現時点で2021年が最後のオートトレンド開催となっている。
NAGOYAオートトレンド以前でのカスタマイズカーイベントとしてパフォーマンスカーショーが開催していた。（主催者は異なる）類似イベントとして東京オートサロン、大阪オートメッセなどが挙げられる。

## イメージガール
- 2010年 菅崎あみ[11]
- 2011年 奥田しおり[12]
- 2012年 CHINAMI[13]
- 2013年 浜田由梨[14]
- 2014年 吉澤百那[15]
- 2015年 小島果帆[4][16]
- 2016年 中山ニコル[17]
- 2017年 恵比寿★マスカッツ[18]
- 2018年 恵比寿マスカッツ1.5[19]